# Ousmane Berthé
Ousmane Berthé (Bamako, 5 febbraio 1987) è un ex calciatore maliano, di ruolo centrocampista.